# Carolee Schneemann

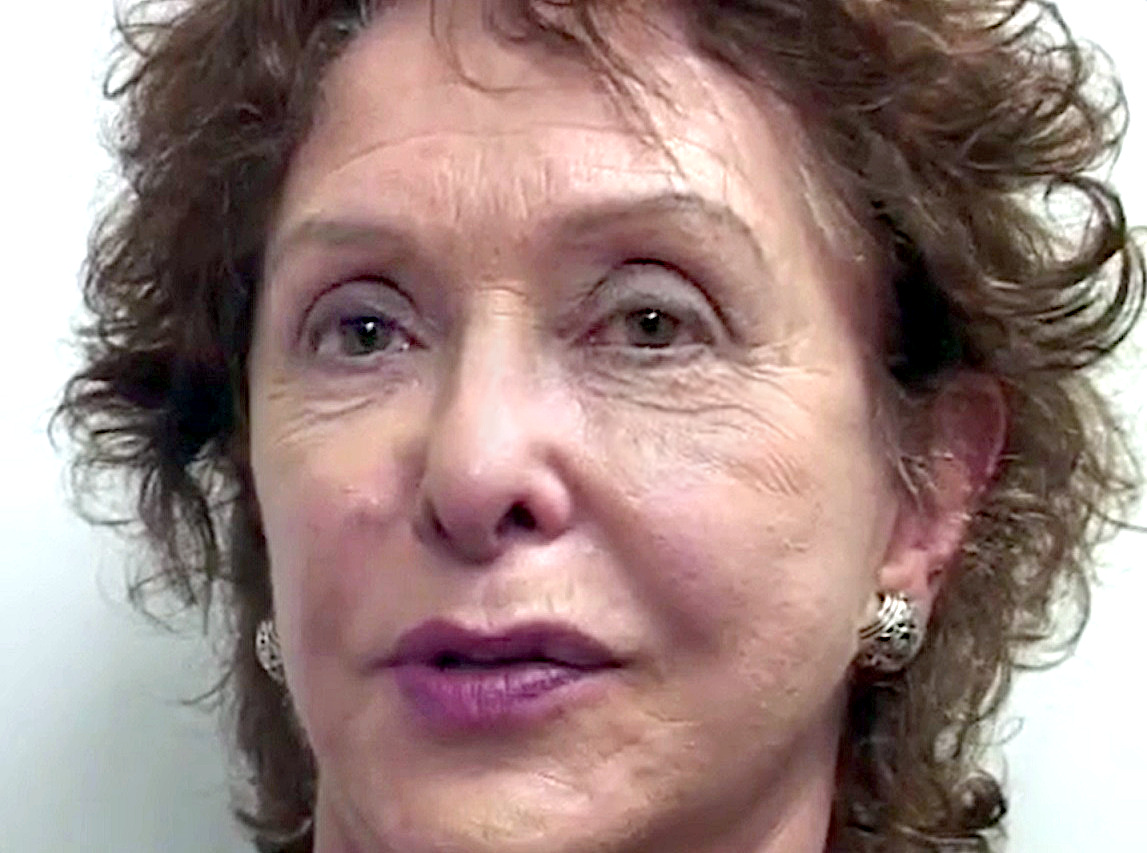
Carolee Schneemann um 2003

Carolee Schneemann (* 12. Oktober 1939 in Fox Chase, Pennsylvania; † 6. März 2019 in New York, N.Y.) war eine US-amerikanische Künstlerin, die durch Beiträge zum gesellschaftlichen Diskurs über Körperlichkeit, Sexualität und Geschlechterrollen international bekannt wurde. Aus Fragestellungen der Malerei entwickelte sie eine fundierte und bahnbrechende künstlerische Erforschung visueller Traditionen und Tabus. Besonders bekannt wurden Performances und Experimentalfilme, die das Verhältnis zwischen dem individuellen und dem gesellschaftlichen Körper und die Unterschiede zwischen Erotik und Politik thematisieren. Das auf Grundlage breiten kunsthistorischen Wissens geschaffene Œuvre enthält kulturell prägende Arbeiten der Gattungen Assemblage, Experimentalfilm und Performance und gilt als bedeutend für die feministische Ästhetik.
Besonders in den 1960er und 1970er Jahren trug die Künstlerin mit Happenings und Performances, in denen sie verschiedene Medien mit Körper, Bewegung, Sprache und Text kombinierte, zur Entwicklung der Aktionskünste bei. Ihre Performance Interior Scroll (1975) wurde zu einem Leitbild künstlerischer Grenzüberschreitung und weiblicher Kunst.
Das umfangreiche Gesamtwerk steht in Verbindung mit Neo-Dada, Beat Generation und Fluxus. Es wird in Institutionen wie dem Museum of Contemporary Art (MOCA), dem Museum of Modern Art (MoMA), dem Centre Georges Pompidou und dem National Film Theatre London gesammelt und präsentiert. Im Jahr 2017 wurde Carolee Schneemann auf der Biennale di Venezia für ihr Lebenswerk mit dem Goldenen Löwen ausgezeichnet.
Carolee Schneemann lehrte am California Institute of the Arts, dem School of the Art Institute of Chicago, dem Hunter College und der Rutgers University. 2011 wurde Carolee Schneemann in New York zum Mitglied (NA) der National Academy of Design gewählt.

## Ausbildung
Carolee Schneemann erhielt ein Vollstipendium für das New Yorker Bard College und war die erste Frau der Familie, die ein College besuchte. Ihr Vater, ein Landarzt, riet ihr von künstlerischer Ausbildung ab. Am College, wo sie Selbstporträts als Akt malte und Aktmodell für ihren Freund war, setzte sie sich mit den Unterschieden in der männlichen und weiblichen Wahrnehmung des Körpers des anderen Geschlechts auseinander. Nachdem sie den Bachelor of Arts (B.A.) bekommen hatte, erhielt sie ein weiteres Stipendium für die Columbia University. Dort begegnete sie James Tenney, einem Komponisten und Musiktheoretiker, mit dem sie dann 13 Jahre zusammenlebte. Über Stan Brakhage, der mit ihr und Tenney befreundet war, machte sie erste Erfahrungen mit Experimentalfilmen. An der University of Illinois studierte Schneemann in den späten 1950er Jahren Malerei und graduierte als Master of Fine Arts (M.F.A.).

## Œuvre
Das umfangreiche Gesamtwerk aus Malerei, Collage, Assemblage, Skulptur, Installationskunst, Druck und Künstlerbuch, Fotografie, Happening und Performance, Filmkunst und Videokunst kann als Erforschung künstlerischer Themen auf Grundlage eines breiten kunsthistorischen Wissens gedeutet werden.
Carolee Schneemann ist als Künstlerin und Feministin bekannt, die sich thematisch und ideologisch nicht einengen lässt. Dass an ihrem Werk aus feministischer Sicht Kritik geübt wurde, weist auf seine diskursübergreifende Qualität hin. Annette Kubitza schreibt dazu in ihrem Buch Fluxus, Flirt, Feminismus? – Carolee Schneemanns Körperkunst und die Avantgarde, dass Schneemann „seit Beginn ihrer Karriere immer wieder marginalisiert, kritisiert und zensiert worden ist von Künstlerkollegen, Staatsdienern und feministischen Kritikerinnen gleichermaßen“.
Viele Arbeiten zeigen wiederkehrende charakteristische Bezüge zu persönlichen Lebenszusammenhängen der Künstlerin. So ist ihr zeitweiliger Ehemann James Tenney bei Viet Flakes (1965) der Komponist der Filmmusik, im späteren Film Fuses (1967) der gefilmte Sexualpartner und in mehreren anderen Arbeiten ein ausdrücklich genannter Beteiligter (siehe Falling Bodies beziehungsweise Body Rotations).
Neben der Auseinandersetzung mit dem menschlichen Körper und Sexualität wird in mehreren Filmen und Fotoinstallationen die emphatische Beziehung Schneemanns zu ihren Katzen sichtbar. So erscheint Kitch, eine Katze der Künstlerin, in Arbeiten wie Fuses und Kitch’s Last Meal (1978). Im Film Fuses hat Kitch die Rolle des „objektiven Betrachters“, der Schneemanns und Tenneys sexuelle Aktivitäten beobachtet („objective“ observer to her and Tenney’s sexual activities, as she stated that she was unaffected by human mores) In Infinity Kisses (1986), einer wandgroßen Sammlung von 140 Fotos, dokumentiert Schneemann Küsse mit Vesper, einer ihrer späteren Katzen.
Die Professorin für Kunstgeschichte Kristine Stiles behauptet, Schneemanns Œuvre sei der Erforschung von Konzepten der Figur-Grund Beziehung, der Relationalität (beides durch Einsatz ihres Körpers), und der Ähnlichkeit (durch den Einsatz von Katzen und Bäumen) gewidmet. Gleichzeitig meint sie, in Schneemanns Werk würde eher das Thema Sex und Politik diktieren, wie die Kunst geformt wird, als die dahinter stehenden formalen Konzepte (vgl.).
Soweit Schneemanns Werk aus Happenings und Performances besteht, konnte es von der weiteren Öffentlichkeit nur über Fotografien, Videodokumentationen, Zeichnungen und Notizen der Künstlerin rezipiert werden (vgl.).

### Malerei
| Externe Illustration - Carolee Schneemann: Up to and Including Her Limits |

Carolee Schneemann bezeichnete sich als „Eine Malerin, die Leinwand verlassen habe, um den Raum der Gegenwart und gelebte Zeit zu aktivieren“. Sie betrachtete ihre fotografischen und ihre körperbezogenen Arbeiten als aus der Malerei abgeleitet, obwohl sie oberflächlich gesehen einen anderen Eindruck machen. Studien mit Paul Brach hätten sie gelehrt, „den Pinselstrich als ein Geschehen in der Zeit“ zu begreifen und bei den von ihr eingesetzten Performern an „Farben in drei Dimensionen zu denken“ (vgl.). Schneemann bezog die in Fuses gestalteten Farben und Bewegungen auf Pinselstriche in der Malerei (vgl.) Die Künstlerin übertrug Ideen aus ihrer figurativen abstrakten Malerei der 1950er Jahre, in der sie Farbschichten von Bildoberflächen schnitt und zerstörte, in ihr fotografisches Werk Eye Body. Auch die Performance Up to and Including Her Limits (1976), im University Art Museum, Berkeley, in der Schneemann an Seilen hängend durch den Raum schwang und mit Farbstiften auf verschiedene Oberflächen kritzelte, beruft sich auf den gestischen Pinselstrich der Abstrakten Expressionisten.

### Feministische Perspektive
In Schneemanns Kunst geht es mehr um sexuellen Ausdruck und Emanzipation als um die Schikane und Unterdrückung von Frauen. Dem Künstler und Dozenten Johannes Birringer zufolge widersteht Schneemanns Œuvre ebenso der Political Correctness, die einige Zweige des Feminismus vertreten, wie Ideologien, die Feministinnen als misogyn betrachten, beispielsweise der Psychoanalyse. Es sei schwer zu analysieren und einzuordnen, weil es Konzepte des Konstruktivismus und der Malerei mit ihrem Körper und ihrer Energie vereine. In ihrem Buch Cézanne, She Was A Great Painter (1976) schreibt Schneemann, dass sie Nacktheit in ihrer künstlerischen Arbeit einsetzte, um Tabus zu brechen, die mit dem bewegten menschlichen Körper zu tun haben, und um zu zeigen, dass „das Leben des Körpers sich verschiedenartiger ausdrückt, als eine Gesellschaft eingestehen kann, die Sexualität gegenüber negativ eingestellt ist“.
In den 1980er Jahren stellt die Künstlerin fest, dass ihre Arbeit von manchen feministischen Gruppierungen als Antwort auf feministische Themen dieser Zeit nicht als ausreichend erachtet wurde. Sie definiert ihren eigenen Beitrag jedoch selbstbewusst: „In gewissem Sinn machte ich mit meinem Körper ein Geschenk an andere Frauen, indem ich unsere Körper uns selbst zurückgab“. Erst in den 1990er Jahren wurde langsam anerkannt, dass ihr Werk für feministische Kunst wichtige Arbeiten enthält.

## Frühwerk
Carolee Schneemann begann ihre Karriere als Malerin in den späten 1950ern. Sie berichtet, dass die Künstlerinnen dieser Zeit sich ihrer Körper nicht bewusst waren und dass die Stimmung unter den Künstlern misogyn war.
Über Materialcollagen, die sie mit expressionistischem Pinsel-Gestus verband, kamen Charakteristika des Neo-Dada in ihre Malerei. Ihre Materialbilder zeigen Texturen, die ähnlich im Werk von Künstlern wie Robert Rauschenberg vorkommen. Außerdem wurden Einflüsse von Spätimpressionisten wie Paul Cézanne und Themen der Malerei des Abstrakten Impressionismus (siehe Informel) integriert. Die Künstlerin setzte auf Expressivität statt auf Anpassung und Eleganz. Anders als feministische Künstlerinnen, die sich von der männlich orientierten Kunstgeschichte distanzierten, beschrieb sie sich selbst immer als Formalistin.
In den frühen 1960ern gründete Schneemann das Kinetic Theater, eine Gruppe experimenteller Tänzer, Musiker, bildender und darstellender Künstler. Durch die Vorarbeiten für das Stück A Journey through a Disrupted Landscape kam sie in Kontakt mit Happening. Sie lud dafür die Mitspieler ein, durch Schlamm zu kriechen, zu klettern und Felsen zu überwinden. Kurz darauf traf sie Allan Kaprow, der neben den Künstlern Red Grooms und Jim Dine eine der Hauptfiguren der Happening-Szene war. Durch Simone de Beauvoir, Antonin Artaud, Wilhelm Reich und Kaprow, wandte sich Schneemann vom Tafelbild ausgehend den neuen Kunstformen zu.
Als ihr Lebenspartner James Tenney eine Anstellung als experimenteller Komponist bei den Bell Laboratories bekam, verließen Schneemann und Tenney 1962 ihren gemeinsamen Wohnsitz in Illinois und gingen nach New York. Durch einen Kollegen von Tenney bei den Bell Laboratories, Billy Klüver, traf Schneemann Claes Oldenburg, Merce Cunningham, John Cage, und Robert Rauschenberg, die sie in die Aktivitäten des Kunstprogramms des Judson Dance Theaters in der Judson Memorial Church einbanden. Dort nahm sie an Arbeiten wie Claes Oldenburgs Store Days (1962) teil. In Robert Morris Site (1964) spielte sie eine lebende Version von Édouard Manets Olympia. Im Bewusstsein, ihren Körper aus dem Status eines kulturellen Besitzgutes zu befreien und ihn sich wieder selbst anzueignen, setzte sie ihn nackt in Kunstwerken ein. Schneemann kam in Kontakt mit New Yorker Künstlern, Musikern und Komponisten wie George Brecht, Malcolm Goldstein, Philip Glass, Terry Riley, und Steve Reich. Sie war an der Kunst der Abstrakten Expressionisten dieser Zeit, etwa von Willem de Kooning, interessiert jedoch stießen Schneemans eigene bildliche Konstruktionen, trotz ihrer Verbindungen in der Kunstszene, bei New Yorker Kunsthändlern kaum auf Interesse.
Die erste Unterstützung für Schneemanns Kunst kam von Dichtern wie Robert Kelly, David Antin, und Paul Blackburn, die Texte Schneemanns veröffentlichten. Als ästhetischen Einfluss für sich und James Tenney nennt Schneemann, trotz seiner gelegentlich sexistischen Kommentare, den Dichter Charles Olson, wegen seines Interesses für tiefempfundene Bildwelten und starke Metaphern, besonders für ihre Collage Maximus at Gloucester (vgl.).

### Assemblagen
Obwohl ihr Werk der 1960er Jahre sich stärker darstellerisch entwickelte, produzierte die Künstlerin weiterhin Assemblagen, wie die durch Joseph Cornell beeinflussten Native Beauties (1962–1964), Music Box Music (1964), und Pharaoh’s Daughter (1966). Ihr Letter to Lou Andreas Salome (1965) brachte Carolee Schneemanns philosophische Interessen zum Ausdruck, indem gekritzelte Nietzsche- und Tolstoi-Zitate mit rauschenberg-ähnlichen Formen kombiniert wurden.

## Darstellerische Werke

### „Eye Body“ (1963)
| Externe Illustration - Carolee Schneemann: Eye Body |

Schneemann schuf ein mit zerbrochenen Spiegeln, motorisierten Regenschirmen und rhythmischen Farbeinheiten angefülltes „Loft Environment“. Um Teil des Kunstwerks zu werden, hüllte sie sich selbst in Materialien wie Fett, Kreide und Plastik. Mit Hilfe des isländischen Künstlers Erró stellte sie 36 „Transformative-Actions“ Fotografien von sich in ihrem konstruierten Environment her. Unter diesen Bildern ist ein frontaler Akt, der auf Schneemanns Torso kriechende Schlangen zeigt. Das Bild erweckte wegen seiner „archaischen Erotik“ und der sichtbaren Klitoris Aufmerksamkeit. Schneemann sagt, sie habe zu der Zeit die symbolische Bedeutung der Schlange in alten Kulturen nicht gekannt, wie etwa die der minoischen Schlangengöttin, und sie erst Jahre später wirklich verstanden.
Bei der öffentlichen Präsentation 1963 wurde die Arbeit von Kunstkritikern als unzüchtig und pornografisch empfunden. Die Künstlerin Valie Export fand Eye Body bemerkenswert wegen der Art wie Schneemann zeigte, „wie zufällige Fragmente ihrer Erinnerung und persönliche Bestandteile ihrer Umgebung ihre Wahrnehmung überlagern“.
Arbeiten wie Eye Body zeigen eine starke weibliche Präsenz, obwohl sie eher als Erkundung von Prozessen der Malerei und von Assemblage gemeint waren, als dass sie feministische Themen ansprechen sollten.

### „Meat Joy“ (1964)
| Externe Illustration - Carolee Schneemann: Meat Joy |

In Meat Joy („Fleischliche Freuden“), aufgeführt auf dem Festival of Free Expression, Paris, tanzten und spielten acht leicht bekleidete Darsteller mit Objekten und Substanzen wie rohen Fischen, gerupften Hühnern, Würsten, flüssiger Farbe und Papiermüll. Meat Joy wurde zuerst in Paris aufgeführt und später bei einem Auftritt von Schneemanns Kinetic Theater Gruppe im Kunstprogramm der Judson Memorial Church gefilmt und fotografiert. Schneemann beschreibt das Stück als „erotischen Ritus“ und als entgrenzte dionysische „Feier von Fleisch als Material“. Meat Joy ähnelt einem Happening, denn das Stück ist eher eine konzeptuell geleitete Improvisation als ein genau abgearbeitetes Konzept.

### „Fuses“ (1964–1967)
| Externe Illustration - Carolee Schneemann: Fuses |

In ihrem über mehrere Jahre mit einer 16-mm-Bolex Kamera aufgenommenen Film Fuses, zeigt Schneemann sich und ihren damaligen Freund James Tenney beim Sex. Den Film veränderte sie durch eine Mischung aus Malerei und Collage, direktes Zeichnen auf das Zelluloid, aufgetragene Farben, Flecken und Brandspuren Teile des Films, die für verschiedene Vorführgschwindigkeiten editiert waren, wurden neu zusammengesetzt. Ihren und Tenneys Körper und ihre sexuellen Aktivitäten überlagerte sie teilweise mit abgefilmten Naturfotografien.
Fuses entstand aus Schneemanns Frage, ob die Beschreibung des eigenen sexuellen Akts einer Frau sich von Pornografie und Klassischer Kunst unterscheidet und als Reaktion auf den Kurzfilm Window Water Baby Moving (1959) von Stan Brakhage. Der Film brach als poetische, jedoch gleichzeitig bildlich sehr konkrete Dokumentation einer Wassergeburt die damaligen Tabus. Mittlerweile ist der Vorläufer späterer künstlerischer Geburtsfilme leicht im WWW zu finden. Schneemann zeigte ihren Film Fuses in ihrem Bekannten- und Freundeskreis während sie 1965 und 1966 daran arbeitete und erhielt überwiegend positive Kommentare. Dennoch wurde der Film von vielen Kritikern als „Narzisstischer Exhibitionismus“ und als zügellos beschrieben. Besonders bezüglich der Cunnilingus-Szene gab es eine starke Reaktion. Während Fuses als „proto-feministischer“ Film angesehen wird, hält Schneemann ihn für von der feministischen Filmgeschichte weitgehend ignoriert. Der Film kommt ohne die Fetischisierung und Vergegenständlichung des weiblichen Körpers aus, die in männlich orientierter Pornografie oft zu sehen ist. Zwei Jahre nach seiner Fertigstellung gewann der Film den Cannes Film Festival Special Jury Selection Preis. Andy Warhol, den Schneemann bei einem Aufenthalt in seiner Factory kennengelernt hatte, bemerkte spaßeshalber, sie hätte den Film nach Hollywood bringen sollen. Fuses wurde der erste Teil von Carolee Schneemanns Autobiographical Trilogy. Wie andere ihrer Arbeiten der 1960er Jahre, stimmte auch diese mit vielen Ideen von Fluxus überein. Schneemann blieb jedoch unabhängig von jeder besonderen Gruppe oder Bewegung. Schneemann weist darauf hin, dass für viele Betrachter die formalen und strukturellen Aspekte des Films wegen der gezeigten Sexualität in den Hintergrund treten. Die Arbeit war dennoch ein grundlegender Beitrag zur feministischen Kunstbewegung der späten 1960er und der 1970er.

### „Plumb Line“ (1968)
Der Film wird von Schneemann später in ihre Autobiographical Trilogy eingeordnet. Er zeigt anfangs das Standbild eines Männergesichts hinter einem Installationsrohr (eng.:plumb line). Das Bild geht in Flammen auf. Bildserien mit dem anfangs gezeigten Mann und Schneemann laufen zu einer verwirrenden Audiokulisse aus Musik, Sirene (Mythologie)n, Katzenlauten und Geräuschen im viergeteilten Filmbild ab. Während Schneemann schließlich von einer Zeit körperlicher und emotionaler Krankheit erzählt, werden Klang und Bilder im Laufe des Films intensiver. Der Film endet mit physischen Angriffen Schneemanns auf eine Serie projizierter Bilder und einer Wiederholung der Eröffnungssequenz des Films.

### „Interior Scroll“ (1975)
| Externe Illustration - Carolee Schneemann: Interior Scroll in der englischsprachigen Wikipedia |

Carolee Schneemann zeigte die Performance Interior Scroll vor einem Publikum, das vorwiegend aus Künstlerinnen bestand. In der durch Fluxus beeinflussten Performance stellte sie eine neue Beziehung zwischen Text und Körper her. Sie näherte sich bekleidet und mit zwei Tüchern einem langen, mit zwei gedimmten Spotlights beleuchteten Tisch, legte die Kleidung ab, hüllte sich in eins der Tücher und stieg auf den Tisch. Dort kündigte sie an, aus ihrem Buch „Cezanne, She Was A Great Painter“ zu lesen (veröffentlicht 1976), ließ zunächst jedoch die Hülle fallen, griff zu einem großen Pinsel und trug dunkelfarbige Striche auf Gesicht und Körper auf. Erst dann las sie aus ihrem Buch und nahm dabei, wie das Modell einer Aktklasse, wechselnde „Modellposen“ ein. Nach Ablegen von Buch und Pinsel zog sie langsam aus ihrer Vagina einen langen, darin aufgerollten Streifen Papier, von dem sie laut vorlas (vgl.). Der verlesene Text, entsprang einer Unterhaltung mit einem männlichen Filmemacher: „Er sagte, wir können Freunde sein / gleich, obwohl wir keine Künstler sind / gleich sagte ich, dass wir das nicht können / Freunde und wir / können nicht gleichermaßen Künstler sein.“ Schneemann, die mit dieser Performance direkt aus ihrer Vagina fehlende Gleichberechtigung in der Kunst ansprach: „Ich habe an die Vagina in vielerlei Hinsicht gedacht - physisch, konzeptionell, als skulpturale Form, als architektonischen Referenten, als Quelle des heiligen Wissens, der Ekstase, des Geburtsdurchgangs, der Transformation.“
Die Performance-Theoretikerin Jeanie Forte bemerkte dazu, dass Schneemanns feministischer „Rollen-Vortrag“ den Anschein erweckte, die Vagina der Künstlerin würde selbst von Sexismus berichten (Schneemann’s feminist scroll speech, according to performance theorist Jeanie Forte, made it seem as if „Schneemann’s vagina itself is reporting […] sexism“). Der Kunstkritiker Robert C. Morgan stellt fest, dass zum Verständnis dieser Performance nötig ist, der Zeit Rechnung zu tragen, in der sie entstand. Er legt dar, dass Schneemann durch die Definition der weiblichen Genitalien als Quelle künstlerischer Kreativität den maskulinen Beiklang des Minimalismus und der Konzeptkunst in eine feministische Erkundung ihres Körpers verwandelte. Interior Scroll, zusammen mit Judy Chicagos The Dinner Party, waren Wegbereiter für Ideen, die später durch die Off-Broadway-Show Vagina-Monologe bekannt wurden.

### „Kitch’s Last Meal“ (1978)
Mit Kitch’s Last Meal beendete Schneemann ihre später „Autobiografische Trilogie“ genannte Filmserie. Die Katze „Kitch“ war für fast 20 Jahre eine Hauptfigur in Schneemanns Arbeit. Der Film dokumentiert Routinen des täglichen Lebens: Während die Zeit vergeht, löst sich eine Beziehung auf. Der Tod rückt näher. Die Aufnahmen enden, als die altgewordene Katze stirbt. Im Soundtrack mischen sich persönliche Erinnerungen mit Tönen aus dem Haushalt und dem bei Interior Scroll vorgetragenen Text.

## Installationen

### Cycladic Imprints (1991–1993)
Die Multimedia-Installation verwendet 17 motorisierte Violinen, 360 Diapositive, 2 Überblendungsregler und 4 synchronisierte Projektoren. Es werden fortlaufend Bilder von kykladischen Skulpturen, Saiteninstrumenten und menschlicher Torsi auf eine wandfüllende Assemblage aus automatisierten Violinen und gemalten sanduhrförmigen Umrissen projiziert. Als 15min Schleife läuft eine Klangcollage von Malcolm Goldstein. Die projizierte Bildwelt besteht aus Staffeln kunsthistorisch bedeutender Repräsentationen des weiblichen Körpers aus Malerei, Bildhauerei und Fotografie. Schneemann erzeugt einen Raum, in dem sie die Geschichte von der weiblichen Nackten als Muse in Frage stellt und eine eigene erotische Formenlehre kreiert (vgl.).

### Mortal Coils (1994)
Mit Mortal Coils gedenkt Carolee Schneemann ihrer 15 Freunde und Kollegen, die zwischen 1993 und 1994 verstarben, darunter Charlotte Moorman, Hannah Wilke, John Cage, Derek Jarman und Paul Sharits. Die Installation bestand aus einem rotierenden Mechanismus von dem aufgerollte Seile hingen, während Porträts der Künstler an eine Wand dahinter projiziert wurden.

### „Terminal Velocity“ (Dezember 2001)
Terminal Velocity zeigt Menschen, die am 11. September 2001 aus dem World Trade Center in den Tod springen. Wie in Dark Pond, einem anderen Werk mit den gleichen Fotografien, versucht die Künstlerin, die Opfer der Terroranschläge am 11. September 2001 als Personen erfahrbar zu machen. Sie vergrößerte deshalb die Bilder computergestützt so weit, dass der fallende Mensch als von der Umgebung abgelöste Person wahrgenommen werden kann.

### More Wrong Things (2001)
Die Installation More Wrong Things besteht aus Videomonitoren, die in einem Ausstellungsraum von der Decke hängend, auffällig mit Kabeln vernetzt sind. Sie zeigen chaotische Szenen mit verletzten Körpern, Umweltkatastrophen und politischer Anarchie. Beim Verlassen der Installation entdeckt der Besucher wandgroße Projektionen der Künstlerin mit ihrer verstorbenen Katze. Das öffentliche „Andere“ verbindet sich mit dem privaten „Ich“ im Gefühl der Trauer.

### „Devour“ (2003–2004)
Devour bezieht sich auf den Hochbetrieb der gefräßigen Pseudo-Medien der Gegenwart und die Abhängigkeit der Medienkonsumenten. Devour ist, je nach Fassung, eine zwei- oder mehrkanalige Videoprojektion als Installation. Gezeigt werden Szenen ungewisser Gefahr, politischer Katastrophen, jüngster Kriege und häuslicher Intimität in den USA, mit dahinschwindenden, fragilen Elementen im Kontrast zu brutalen, erschütternden und beschleunigenden Bruchstücken. Eine zweikanalige Fassung, 8:40 min, ist auf April 2003 datiert.

## Weitere Werke
| - 1965: Viet Flakes - 1973–1976: Up to and Including Her Limits - 1981: Fresh Blood: A Dream Morphology - 1981–1988: Infinity Kisses - 1986: Hand/Heart for Ana Mendieta | - 1986–1988: Venus Vectors - 1987–1988: Vesper’s Pool - 1991: Ask the Goddess - 1995: Vulva’s Morphia |

## Ausstellungen und Präsentationen
(* Einzelausstellung)
- 1971: Electronic Activation Room, Ausstellungsteil von „Happening & Fluxus“, Kölnischer Kunstverein, Köln
- 1976: Judson Dance Theater Exhibit and Archives, Ausstellung, Judson Church, NYC
- 1977: La Boutique Aberrante, Ausstellung, Centre Ceorges Pompidou, Paris
- 1984: Salvaged – The Origins of Assemblage (mit Arman, Kienholz, Rauschenberg, G. Brecht, Tinguely). P.S.1, Long Island City, NY
  - Blam! The Explosion of Pop, Minimalism and Performance 1958–1964, Whitney Museum, New York City
- 1989: The Theater of the Object, 1958–1972: Reconstructions, Re-creations, Reconsiderations. Kinetische Installationen und Video-Installationen (Künstler: Higgins, Kaprow, Knowles, Ortiz, Paik, Kubota, Patterson). Alternative Museum, New York City
  - International Experimental Film Congress, Toronto. Panels: „The Interface Between the New Technology and Avant-Garde Film“, and „Issues of Sexuality in Contemporary Experimental Film“; film screenings
- 1996: Up To and Including Her Limits (Bis zu ihren und einschließlich ihrer Grenzen).[1] Die nach einer Arbeit von 1973 genannte Retrospektive fand im New York City New Museum of Contemporary Art statt (Kurator Dan Cameron).[1] Mit dieser Ausstellung wurde die Bedeutung des Gesamtwerks allgemeiner anerkannt. Vorher galten ihre Werke bei Kritikern, Sammlern und Kunstinstitutionen oft als abzulehnende narzisstische oder übertrieben sexualisierte Ausdrucksformen (vgl.[23]). Die Theoretikerin Jan Avgikos schrieb danach (1997): „Vor Schneemann hatte der weibliche Körper in der Kunst keine eigene Stimme. Er funktionierte fast ausschließlich als Spiegel männlicher Lust.“[23]
- 2007: WACK! Art and the Feminist Revolution im MOCA Museum of Contemporary Art, Los Angeles war eine auf das historische Vermächtnis Feministischer Kunst der Periode zwischen 1965 und 1980 ausgerichtete Ausstellung, zu deren Lesbian Art Project Carolee Schneemann beitrug.[57]
- 2010: Within and Beyond the Premises (6. Februar – 25. Juli), Samuel Dorsky Museum of Art, State University of New York, New Paltz, NY[58]
- 2012, Ausstellungsbeteiligung: Danser sa vie. Danse et Arts visuels aux 20e et 21e Siècles. Centre Pompidou, Paris
- 2015: Feministische Avantgarde der 1970er-Jahre. Werke aus der Sammlung Verbund, Wien, Hamburger Kunsthalle[59]
- 2016, Ausstellungsbeteiligung: Gestures – Women in action, Kunst Meran
- 2017: Carolee Schneemann. Kinetische Malerei, Museum für Moderne Kunst, Frankfurt am Main[60]
- 2017: WOMAN. Feministische Avantgarde der 1970er-Jahre aus der Sammlung Verbund, MUMOK, Wien[61]
- 2017–2018: Feministische Avantgarde der 1970er-Jahre aus der Sammlung Verbund, Wien[62] Zentrum für Kunst und Medien, Karlsruhe[63]
- 2018–2019: Feminist Avant-garde / Art of the 1970s SAMMLUNG VERBUND Collection, Vienna, The Brno House of Arts, Brünn, Tschechien.[64]
- 2020: Up to and Including Limits: After Carolee Schneemann, Muzeum Susch, Engadin, Schweiz[65]

## Auszeichnungen
- 2017: Goldener Löwe der Biennale di Venezia für das Lebenswerk[60]

### Künstlerbücher, Dokumentationen
- Carolee Schneemann: Cézanne: She Was a Great Painter. Trespass Press, New York 1974, 1975, 1976 (verschiedene Auflagen in jeweils 50 Exemplaren, dazu Künstlerausgaben).
- Carolee Schneemann, Bruce R. McPherson (Hrsg.): More Than Meat Joy. Performance Works and Selected Writings. 2. Aufl. Kingston, NY 1997, ISBN 0-929701-54-2. / 1. Aufl. Documentext, New Paltz, N.Y. 1979, ISBN 0-914232-16-9.
- Carolee Schneemann: Vulva’s Morphia. Granary Books, New York City 1997. Limitierte Künstlerausgabe.
- Carolee Schneemann: Imaging Her Erotics: Essays, Interviews, Projects. MIT Press, Cambridge MA 2003 (c2002), ISBN 0-262-19459-7. Ausführliche Vorschau auf Google books (Abgerufen am 22. Juni 2010).
- Carolee Schneemann: Carolee Schneemann – Performance Photographs from the 70s. Carolina Nitsch Photograph Projects, New York, NY [2009].

### Sekundärliteratur
Deutsch:
- Annette Kubitza: Fluxus, Flirt, Feminismus? Carolee Schneemanns Körperkunst und die Avantgarde. Reimer, Berlin 2002, ISBN 978-3-496-01264-1. Zugleich Hamburg, Universität, Dissertation 1998.
- Kathleen Bühler: Autobiografie als Performance. Carolee Schneemanns Experimentalfilme. Schüren, Marburg 2009, ISBN 978-3-89472-520-4 (Zürcher Filmstudien. 20) – (Filmografie S. 252–254; Literaturverzeichnis S. 255–269).

Englisch:
- Julia Ballerini, Ted Castle: Carolee Schneemann: Early & Recent Work. McPherson/Documentext, Kingston, NY 1983. ISBN 0-914232-56-8
- Elisabeth Denny: loosing „site.“ Courtauld Institute of Art, London University 2006. Dissertation.
- Kristine Stiles (Hrsg.): Correspondence Course: An Epistolary History of Carolee Schneemann and Her Circle. Duke University Press, Durham (NC) 2010, ISBN 978-0-8223-4500-8, ISBN 978-0-8223-4511-4.